# Terina nummulifera
Terina nummulifera là một loài bướm đêm trong họ Geometridae.